# Mistrzostwa Azji w Lekkoatletyce 1973
1. Mistrzostwa Azji w Lekkoatletyce – zawody lekkoatletyczne, które odbyły się w Marikinie w pobliżu Manili na Filipinach w 1973 roku. Reprezentanci Japonii wygrali tabelę medalową zdobywając 18 złotych medali. Rywalizacja miała miejsce w dniach 18 - 23 listopada. 

## Rezultaty

### Mężczyźni
| Konkurencja           | 1. miejsce          | Wynik     | 2. miejsce             | Wynik     | 3. miejsce               | Wynik     |
| --------------------- | ------------------- | --------- | ---------------------- | --------- | ------------------------ | --------- |
| 100 m                 | Anat Ratanapol      | 10.4      | Suchart Chairsuvaparb  | 10.5      | Takao Ishizawa           | 10.6      |
| 200 m                 | Anat Ratanapol      | 21.0      | Soo Wen-ho             | 21.2      | Tokal Mokalam            | 21.6      |
| 400 m                 | Yoshiharu Tomonaga  | 46.8      | Koiiro Shika           | 47.6      | Ho Mun Cheong            | 47.8      |
| 800 m                 | Muhammad Younis     | 1:51.2    | Sri Ram Singh          | 1:51.5    | Kazuyoshi Mizuno         | 1:52.2    |
| 1500 m                | Kazuyoshi Mizuno    | 3:47.4    | Muhammad Younis        | 3:48.2    | Dashondha Singh          | 3:50.4    |
| 5000 m                | Ichio Sato          | 14:16.9   | Shivnath Singh         | 14:17.0   | Katsuaki Isohata         | 14:18.2   |
| 10 000 m              | Ichio Sato          | 29:54.4   | Shivnath Singh         | 29:54.8   | Katsuaki Isohata         | 29:55.8   |
| Maraton               | Cho Je-hyung        | 2:27:31   | Park Chang-yuel        | 2:33:45   | Jit Bahadur Chetri       | 2:35:38   |
| 3000 m z przeszkodami | Takaharu Koyama     | 9:04.0    | Shibib Dagher Al-Lami  | 9:10.9    | Mohammad Vojdanzadeh     | 9:22.0    |
| 110 m ppł             | Shigeo Oki          | 14.3      | Ahmad Ishtiaq Mubarak  | 14.3      | Marcelo Benauro          | 14.4      |
| 400 m ppł             | Abdulkadir Guiapar  | 52.2      | Talib Faisal Al-Saffar | 52.7      | Tai Shi-yan              | 53.1      |
| Skok wzwyż            | Teymour Ghiassi     | 2.15      | Kazunori Koshikawa     | 2.15      | Yon Ismail Park Sang-soo | 2.05      |
| Skok o tyczce         | Hisaki Suzuki       | 4.36      | Hong Sang-pyo          | 4.36      | −                        | −         |
| Skok w dal            | Chen Chin-long      | 7.82w     | Soo Wen-ho             | 7.57w     | Satish Pillai            | 7.53w     |
| Trójskok              | Mohinder Singh Gill | 15.96w    | Cheng Ming-chi         | 15.31     | T.C. Yohannan            | 14.96     |
| Pchnięcie kulą        | Jagraj Singh Mann   | 17.00     | Gurdeep Singh          | 16.37     | Bahadur Singh Chouhan    | 15.75     |
| Rzut dyskiem          | Jalal Keshmiri      | 51.20     | Praveen Kumar          | 49.08     | Toji Hayashi             | 48.04     |
| Rzut młotem           | Ajmer Singh         | 60.42     | Jeung Sub-kil          | 49.20     | Oumvan Narith            | 41.24     |
| Rzut oszczepem        | Allah Dad           | 63.58     | Nashatar Singh Sidhu   | 63.28     | Gopal Kidyoor            | 58.28     |
| Dziesięciobój         | Vijay Singh Chauhan | 7245 pkt. | Junichi Onizuka        | 7076 pkt. | Chen Chin-long           | 6752 pkt. |
| Chód na 20 km         | Yoshio Morikawa     | 1:11:31   | Francis Xavier         | ?         | Khoo Chong Beng          | ?         |
| Sztafeta 4 x 100 m    | Japonia             | 40.0      | Tajlandia              | 40.0      | Indie                    | 40.3      |
| Sztafeta 4 x 400 m    | Japonia             | 3:10.2    | Filipiny               | 3:12.8    | Singapur                 | 3:13.2    |

### Kobiety
| Konkurencja               | 1. miejsce           | Wynik     | 2. miejsce         | Wynik     | 3. miejsce      | Wynik     |
| ------------------------- | -------------------- | --------- | ------------------ | --------- | --------------- | --------- |
| 100 m                     | Amelita Alanes       | 11.6w     | Michiko Morita     | 12.0w     | Sayo Yamato     | 12.0w     |
| 200 m                     | Michiko Morita       | 24.7      | Amelita Alanes     | 25.0      | Satomi Fukuda   | 25.2      |
| 400 m                     | Nobuko Kawano        | 55.2      | Keiko Ikoma        | 56.1      | Maimoon Azlan   | 56.1      |
| 800 m                     | Nobuko Kawano        | 2:08.1    | Chee Swee Lee      | 2:08.1    | Harumi Fugimoto | 2:09.6    |
| 1500 m                    | Miyako Inoue         | 4:26.8    | Lee Chiu-hsia      | 4:28.0    | Rachel Halle    | 4:34.6    |
| 100 m ppł                 | Tomomi Hayashida     | 13.6w     | Lin Yet-hsiang     | 13.9w     | Gan Bee Wah     | 14.2w     |
| 200 m ppł                 | Tomomi Hayashida     | 27.6w     | Heather Merican    | 28.5w     | Lin Yet-hsiang  | 28.6w     |
| Skok wzwyż                | Orit Abramowicz      | 1.68      | Gladys Chai Ng Mei | 1.58      | Maryam Sedarati | 1.58      |
| Skok w dal                | Kumi Kawada          | 6.07      | Lin Yet-hsiang     | 5.84      | Li Hua-wa       | 5.71      |
| Pchnięcie kulą            | Paik Ok-ja           | 15.05     | Kayoko Hayashi     | 13.63     | Chen Fu-mei     | 12.93     |
| Rzut dyskiem              | Josephine de la Viña | 50.74     | Kayoko Hayashi     | 45.28     | Paik Ok-ja      | 44.52     |
| Rzut oszczepem            | Mieko Takasaka       | 49.74     | Erlinda Lavandia   | 45.38     | Proch Thin      | 43.48     |
| Pięciobój lekkoatletyczny | Lin Chun-yu          | 4025 pkt. | Kumi Kawada        | 3963 pkt. | Li Hua-wa       | 3578 pkt. |
| Sztafeta 4 x 100 m        | Japonia              | 46.7      | Singapur           | 47.0      | Filipiny        | 47.7      |
| Sztafeta 4 x 400 m        | Filipiny             | 3:48.9    | Singapur           | 3:50.1    | Tajwan          | 3:57.8    |

## Tabela medalowa
| Pozycja | Państwo          |    |   |   |    |
| ------- | ---------------- | -- | - | - | -- |
| 1       | Japonia          | 18 | 8 | 8 | 34 |
| 2       | Indie            | 4  | 5 | 6 | 15 |
| 3       | Filipiny         | 4  | 3 | 3 | 10 |
| 4       | Tajwan           | 2  | 6 | 7 | 15 |
| 5       | Korea Południowa | 2  | 3 | 2 | 7  |
| 6       | Tajlandia        | 2  | 2 | 0 | 4  |
| 7       | Pakistan         | 2  | 1 | 0 | 3  |
| 8       | Iran             | 2  | 0 | 2 | 4  |
| 9       | Izrael           | 1  | 0 | 1 | 2  |
| 10      | Singapur         | 0  | 4 | 4 | 8  |
| 11      | Malezja          | 0  | 3 | 1 | 4  |
| 12      | Irak             | 0  | 2 | 0 | 2  |
| 13      | Kambodża         | 0  | 0 | 2 | 2  |
| 14      | Nepal            | 0  | 0 | 1 | 1  |